# Staatliches Darwin-Museum

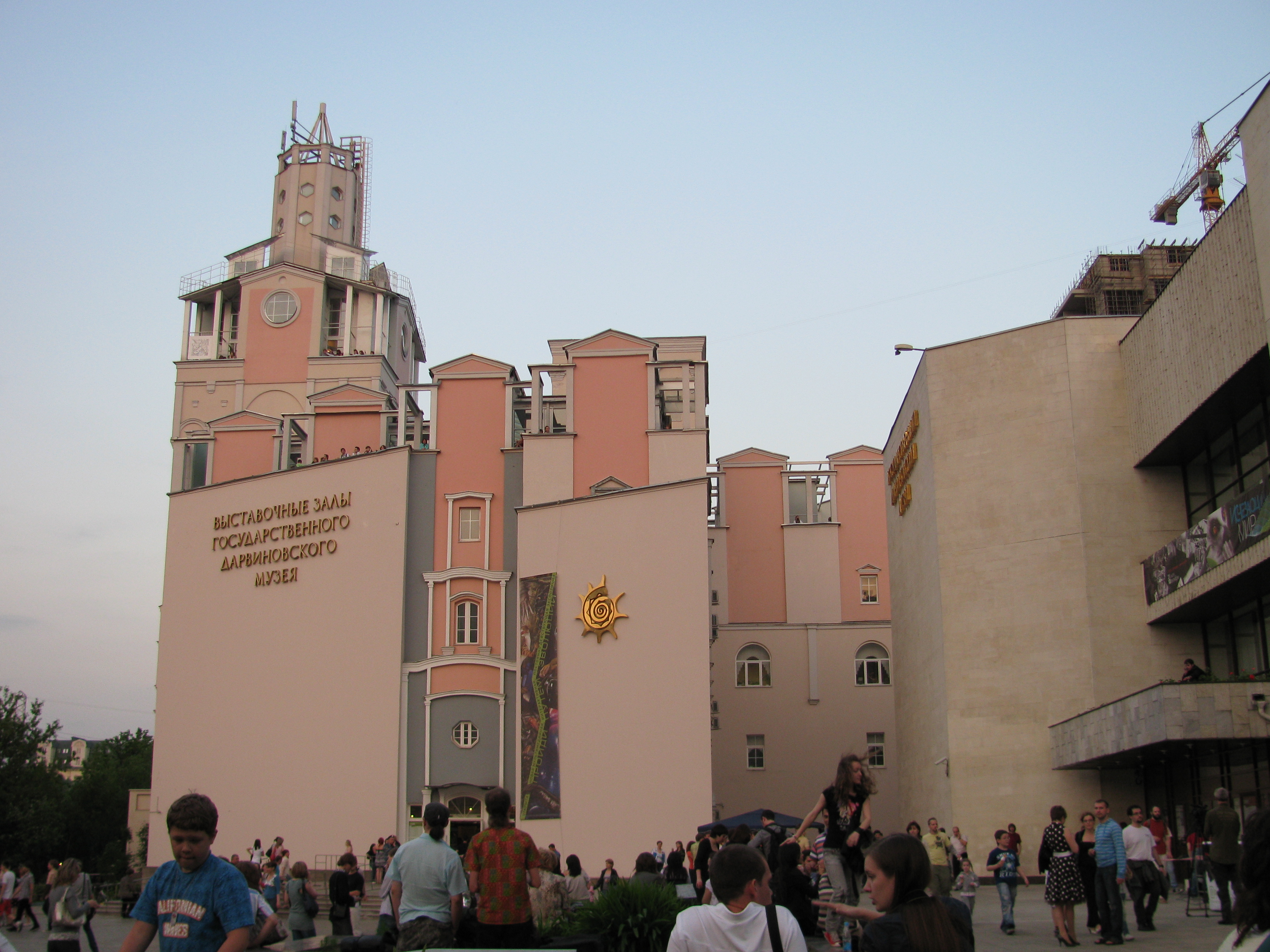
Staatliches Darwin-Museum, Moskau, 57/1 Wawilowa-Str.

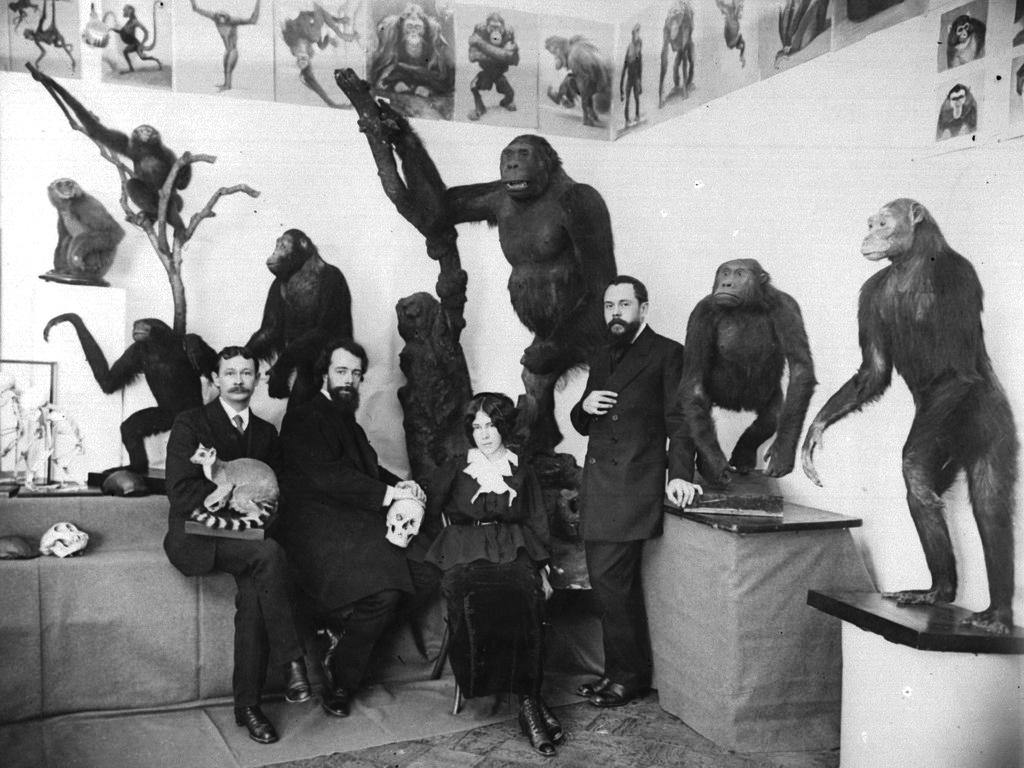
Alexander Kohts mit Kollegen (1912)

Das Staatliche Darwin-Museum (russisch Государственный Дарвиновский музей) ist ein Naturkundemuseum in Moskau. Das Museum wurde 1907 von Alexander Kohts (1880‒1964) gegründet und war damals das erste Evolutionsmuseum, das Charles Darwins Werk zur Erklärung der Natur verwendete.
Philipp Fedulov (1881‒1962) arbeitete langjährig als Präparator am Museum.